# كايل راسيل
كايل راسيل (بالإنجليزية: Kyle Russell)‏ هو لاعب كرة قاعدة أمريكي، ولد في 27 يونيو 1986 في هيوستن في الولايات المتحدة.

## وصلات خارجية
- كايل راسيل على موقعبيزبول رفرنس.كوم (الدوري الثانوي) (الإنجليزية)